# 소유미
소유미(蘇有美 , 1992년 7월 6일 ~ )는 대한민국의 트로트 가수이다.

## 개요
소유미는 가수 소명의 딸이고, 오빠가 가수 소유찬이다. 고교 재학 중이던 2010년 아이돌 가수로 데뷔한 뒤, 2015년 《흔들어주세요》를 통해 트로트 가수로 전향했다. 어려서 부터 활동적인 운동을 좋아해서 달리기, 주지수, 축구 등의 운동을 했고, 때론 필라테스도 한다. 현재 행사, 라디오, TV 등에 출연 중이고, 여자 축구팀 FC트롯퀸즈, SBS 《골 때리는 그녀들》에서 ‘FC 원더우먼’멤버로 활동하고 있다.

## 데뷔
2010년 11월 4일 유미(소유미), 티나, 릴제이로 구성된 3인조 걸그룹 VNT는 싱글 《소리》에 타이틀곡으로 R&B힙합 댄스곡 〈소리 (예예예)〉를 발표, 가요계에 정식 데뷔했다.

## 음반
| 발매             | 제목                     | 비고 |
| ---------------- | ------------------------ | ---- |
| 2015년 4월 21일  | 흔들어주세요/ 명품남자   | 싱글 |
| 2015년 7월 1일   | 가족을 지켜라 OST Part 3 | OST  |
| 2017년 10월 18일 | 묻지 말고 해요           | 싱글 |
| 2020년 6월 3일   | 알랑가 몰라/ 그대와      | 싱글 |
| 2023년 3울 14일  | 평생직장                 | 싱글 |

## 연예활동
- 2009년 5월 22일 2500여명이 참가한 한·일 합작 오디션 프로젝트 ‘대동경소녀’ 오프라인 예선에서 후보 15명에 포함됐다. ‘대동경소녀’는 한국의 M넷미디어와 일본의 업프런트가 손잡고 ‘하로 프로젝트’의 멤버를 선발하는 프로젝트다. 5월 22일 케이블채널 M넷을 통해 방영됐다.[4]

- 2010년 11월 4일 유미(소유미), 티나, 릴제이로 구성된 3인조 걸그룹 VNT는 R&B힙합 댄스곡 《소리(예예예)》를 발표, 가요계에 정식 데뷔했다.[5][6] 제작자 김창환 미디어라인 대표가 10대 3인조 여성그룹 멤버로 보컬 티나(본명 김채원)와 유미(본명 소유미), 래퍼 릴제이(LIL'J·본명 박지연)로 구성된 'VNT(Voice of Ninety Two)'를 결성했다. 유미와 릴제이가 1992년생, 티나가 1993년 초반 생이어서 그룹명은 '1992년생의 목소리'란 의미다. VNT는 11월 4일 데뷔 싱글 《소리》를 발표하고 타이틀곡 '소리 (예예예)'로 활동을 시작했다.  김 대표는 자기 미니홈피에서 가수 지망생들을 모집했고, 영상과 데모곡을 올린 지원자 중 오디션을 통해 발탁했다. 2008년 티나에 이어 두 달 만에 유미와 릴제이가 차례로 뽑혀 멤버들은 2년간 함께 연습생 생활을 했다.유미는 "안양예고에 재학 중으로 어릴 때부터 가수가 꿈이었다"며 "평소 좋아하던 김건모 삼촌의 정보를 인터넷에서 찾던 중 김 대표님이 연관 검색어로 뜨더라. 우연히 미니홈피에 들어갔고 지원 기회를 얻었다"고 말했다.[7] 이들은 2년간 연습 생활을 했다. 매일 오후 3-4시께 소속사로 출근해 저녁까지 보컬 수업을 받았고 밤에 안무실로 가 새벽 5시30분까지 연습한 뒤 귀가했다.[8] 음반 타이틀곡 '소리(예예예)'는 곡 도입부터 펑키한 힙합 비트가 긴장감을 주며 R&B가 가미돼 여느 아이돌 그룹의 댄스 음악과는 다르게 들린다. '오 예예예~'란 반복된 후렴구에서 손바닥에 손가락을 돌리는 안무는 '팽이춤'으로 이름 붙였다고.[9]  김건모가 피나노를 지도했고, 채연이 춤을 지도했다.[10]

- 2015년 4월 21일 각종 음원사이트를 통해 디지털 싱글 《흔들어주세요》가 공개되었고, 같은 날 SBS MTV ‘더쇼‘를 통해 첫 트로트 데뷔 무대를 가졌다.[11][12]

- 〈알랑가몰라〉비하인드 스토리 - 처음 소명이 곡을 소유미에게 소개할 때는 "'어머나'를 작곡한 되게 유명한 작곡가가 쓴 곡"이라고 했으나 스튜디오에서 녹음 중 동료가 "형님 노래가 잘 나왔는데요. 작곡 잘 하셨어요."라는 말에 아버지가 쓴 것을 알게 됐다.[13]

## 학력
- 2011년 안양예술고등학교 연극영화과 졸업

## 경력
- 2009년 : '대동경소녀' 참가 - 최종 8인
- 2010년 11월 ~ 2011년 : 결그룹 'VNT' 멤버, 포지션 - 보컬/안무
- 2013년 ~ 2014년 : 걸그룹 '키스&크라이' 멤버
- 2015년 : 대한적십자사 홍보대사
- 2022.04. ~ 풋살팀 《FC트롯퀸즈》창단 멤버

## 진행
| 연도 | 프로그램           | 기간                        | 비고 |
| ---- | ------------------ | --------------------------- | ---- |
| 2017 | 전국 TOP 10 가요쇼 | 2017년 4월 8일 ~ 2019년 6월 |      |

## TV
- 2023.04.10. SBS F!L, MTV 《더 트롯쇼(THE 트롯SHOW)》 80회,〈평생직장〉
- 2023.04.25. MBC충북 《생방송 활기찬 저녁》 '활기찬 라이브송', 〈평생직장〉,〈빠이빠이야(소유미 ver.)〉,〈목포행 완행열차〉
- 2023.05.01. KBS 1TV 《가요무대》 1797회 '가화만사성,〈오빠는 풍각쟁이〉(박향림)
- 2023.05.03. MBC 《가요베스트》 '2023 담양대나무축제 축하공연' (담양 추성경기장), 〈평생직장〉
- 2023.07.03. SBS F!L, MTV 《더 트롯쇼(THE 트롯SHOW)》89회,〈평생직장〉
- 2023.07.24. SBS F!L, MTV 《더 트롯쇼(THE 트롯SHOW)》92회,〈평생직장〉
- 2023.09.11. SBS F!L, MTV 《더 트롯쇼(THE 트롯SHOW)》 97회,〈아저씨NO.1〉(원곡:금잔디)

## 라디오
- 2022.09.08. BTN라디오 울림 《수호천사 김중연입니다》 91회,〈흔들어주세요〉,〈알랑가몰라〉
- 2023.03.22. 안동MBC 표준FM 《홍형철, 반은혜의 즐거운 트로트 세상》 소유미 & 이소나,〈알랑가 몰라〉,〈평생직장〉,〈흔들어 주세요〉
- 2023.04.24. BBS 라디오 《김소유의 백팔가요》게스트 〈알랑가 몰라〉,〈평생직장〉,〈얼쑤〉(윙크),〈빠이빠이야(소유미 ver.)〉

## 수상
- 2015년 MBC가요베스트 대제전 신인가수상
- 2016년 제22회 대한민국 연예예술상 성인가요 신인상 수상
- 2022.03.31. 제28회 대한민국 연예예술상 네티즌상 수상[14]
- 2025.07.05. 2025 한류연예대상 라이징스타상 대중가요부문[15]

## 가족 관계
- 아버지 : 소명 (1958년 12월 11일 ~ )
- 어머니 : 한영애
- 오빠 : 소유찬 (1990년 1월 3일 ~ )

## 기타
- 취미 : 청소, 다이어트[16]
- 반려견 : 콩순이[17], 품종 시바견
- 신체 : 163cm, 47kg, O형[18]
- MBTI : ISTP